# ジョン・ビラー
ジョン・ビラー (John A. Biller、1879年11月14日- 1960年2月)は、アメリカ合衆国の元陸上競技選手。立ち高跳びを中心に活躍した選手であり、1904年セントルイスオリンピックでは立ち幅跳びで銅メダルを、立ち高跳びにおいて銀メダルを獲得した選手である。両種目とも同僚のレイ・ユーリー(Ray Ewry)の前に敗れている。